# مادونا هاريس (دراجة)
مادونا هاريس (بالإنجليزية: Madonna Harris) هي دراجة نيوزيلندية، ولدت في 15 أغسطس 1966 في هاميلتون في نيوزيلندا.

## وصلات خارجية
- مادونا هاريس على موقع أرشيف الدراجات (الإنجليزية)
- مادونا هاريس على موقع إحصائيات الدراجات الإحترافية (الإنجليزية)
- مادونا هاريس على موقع أوليمبيديا (الإنجليزية)
- مادونا هاريس على موقع اللجنة الأولمبية النيوزيلندية (الإنجليزية)
- مادونا هاريس على موقع اتحاد ألعاب الكومنولث (مؤرشف) (الإنجليزية)